# Pseudohydromys fuscus
Espèce
Statut de conservation UICN

 LC  : Préoccupation mineure
Synonymes
- Neohydromys fuscus

Pseudohydromys fuscus est une espèce de rongeurs de la sous-famille des Murinés vivant en Nouvelle-Guinée.
Cette espèce est considérée comme vulnérable.